# Kris Peeters
Kris Peeters, född 18 maj 1962 i Rumst, Antwerpen, är en belgisk jurist och politiker för Kristdemokratisk och Flamländsk (CD&V). Han är ledamot av Europaparlamentet sedan 2019, och sitter med i partigruppen EPP för kristdemokrater och konservativa.
I Europaparlamentet är han ordförande för NATO-delegationen. Han är ledamot i utskottet för den inre marknaden och konsumentskydd (IMCO) och Irakdelegationen. Han är även ersättare i utrikesutskottet (AFET), utskottet för medborgerliga fri- och rättigheter samt rättsliga och inrikes frågor (LIBE), Kinadelegationen och Afghanistandelegationen.
Han har en juristexamen (LL.M.) med inriktning skatterätt från University of Antwerpen. Han tog examen 1986.

## Utmärkelser
- Hedersdoktor vid Moskvas statliga institut för internationella relationer[2]
- Storofficer av Leopoldsorden

[Redigera Wikidata]